# Manerov
Manerov (deutsch Mannersdorf) ist ein Ortsteil der Gemeinde Bohdalice-Pavlovice in Tschechien. Sie liegt sechs Kilometer südlich von Vyškov und gehört zum Okres Vyškov.

## Geographie
Manerov befindet sich im Nordwesten der Litenčické vrchy. Das Dorf liegt am nördlichen Fuße des Holý kopec (Kahle Berg, 374 m) in der Quellmulde des Baches Hlubočanský potok. Nördlich erheben sich die Kopaniny (356 m) und im Osten die Lysá hora (361 m).
Nachbarorte sind Zouvalka und Topolany im Norden, Vážany im Nordosten, Orlovice im Osten, Pavlovice im Südosten, Bohdalice im Süden, Kučerov im Südwesten, Hlubočany im Westen sowie Dvorek und Terešov im Nordwesten.

## Geschichte

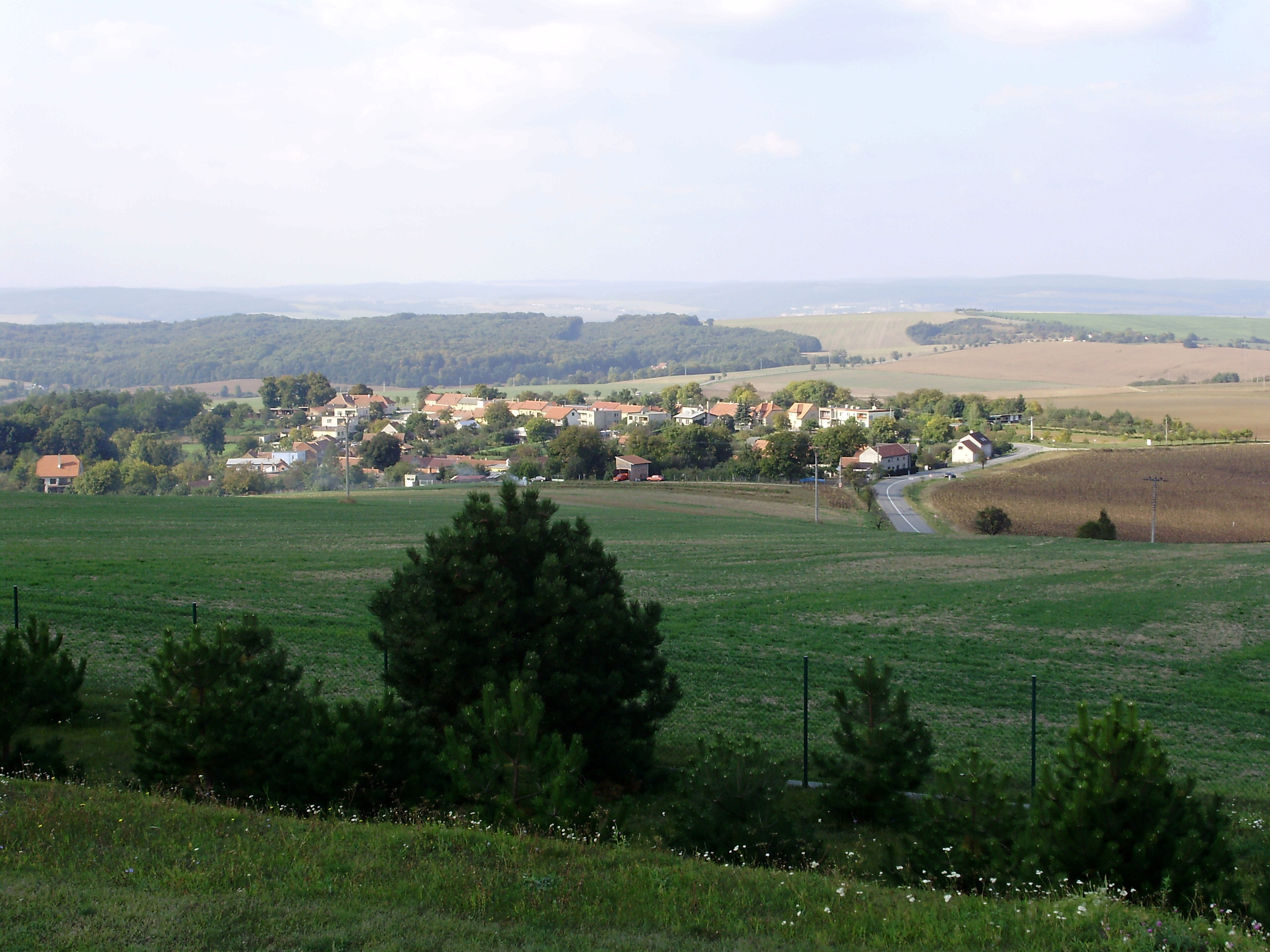
Blick von Holý kopec auf Manerov

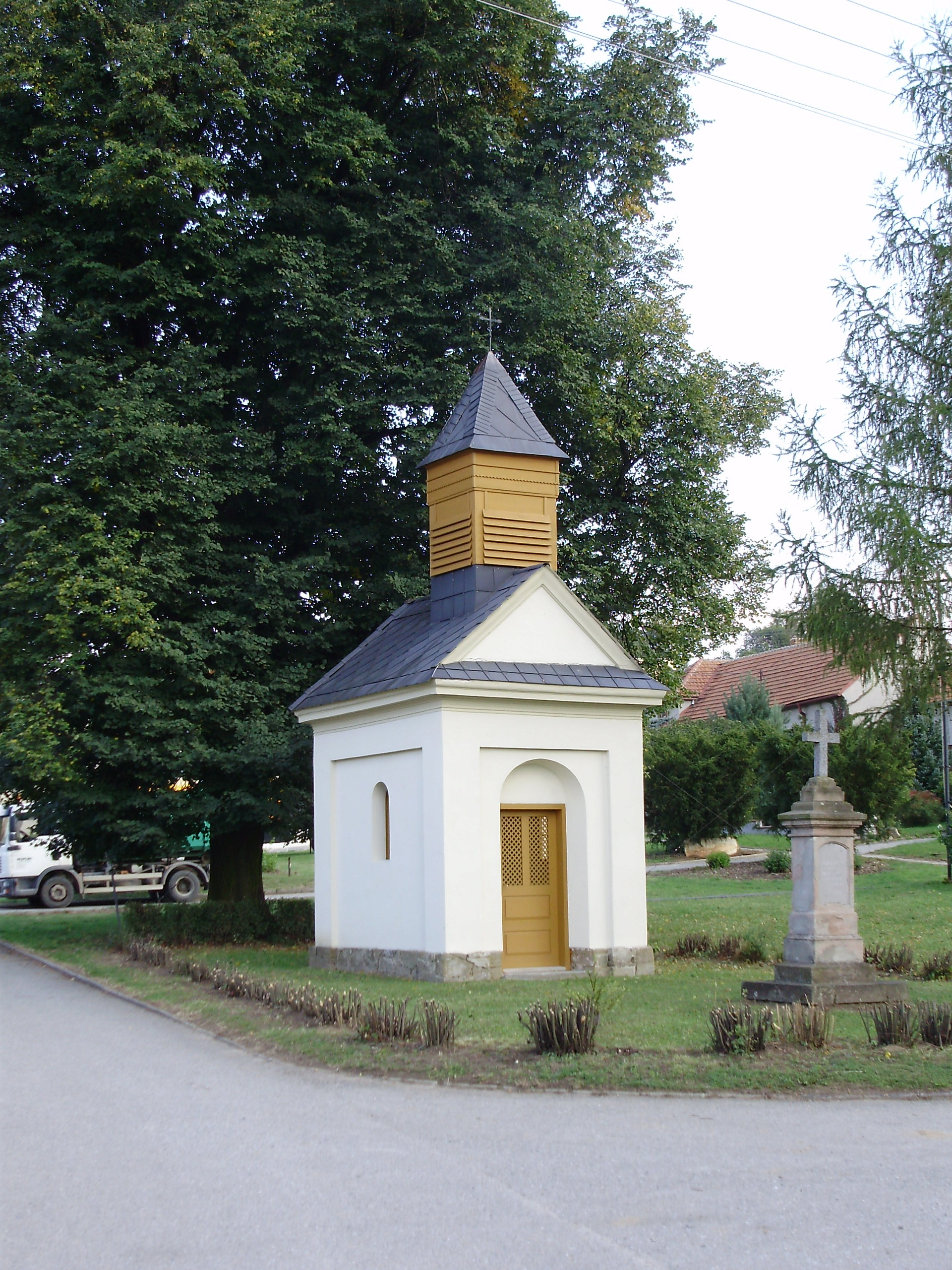
Kapelle des hl. Johannes und Paulus

Im 13. Jahrhundert gründeten deutsche Kolonisten am Fuße des Kahle Berges die Ansiedlung Dörfle. Sie erlosch wahrscheinlich während der Hussitenkriege im Jahre 1433 und die Fluren von Dörfle wurden an die Allodialherrschaft Bochdalitz angeschlossen. 1727 ließen die Bochdalitzer Jesuiten in der Wüstung Dörfle eine kleine Kapelle anlegen, die dem hl. Franziskus geweiht war. Nach der Aufhebung des Jesuitenordens im Jahre 1773 fiel Bochdalitz dem k.k. Studienfonds zu. Dieser verkaufte die Güter am 31. März 1783 für 111.000 Rheinische Gulden an Raimund Wolfgang Edler von Manner. Er ließ im Jahre 1785 an der Stelle der Wüstung Dörfle die aus 15 Häusern bestehende Ansiedlung Mannersdorf anlegen.  Die neuen Siedler waren Deutsche aus der Wischauer Sprachinsel. Im Jahre 1834 lebten in den 36 Häusern von Mannersdorf 175 Menschen. Bis zur Mitte des 19. Jahrhunderts blieb Mannersdorf immer nach Bochdalitz untertänig.
Nach der Aufhebung der Patrimonialherrschaften bildete Mannersdorf ab 1850 einen Ortsteil der Gemeinde Bohdalice in der Bezirkshauptmannschaft Wischau. Seit der zweiten Hälfte des 19. Jahrhunderts setzte ein verstärkter Zuzug von Tschechen in die Dörfer der Sprachinsel ein. 1890 wurde der Ort als Mannerov und seit Beginn des 20. Jahrhunderts als Manerov bezeichnet. Zu dieser Zeit war er größtenteils von Tschechen bewohnt. Im Jahre 1924 bestand Manerov aus 42 Häusern. 1948 wurde Manerov zusammen mit Bohdalice dem neuen Okres Bučovice zugeordnet. Nach dessen Aufhebung kam das Dorf mit Beginn des Jahres 1961 zum Okres Vyškov zurück und wurde Teil der neuen Gemeinde Bohdalice-Pavlovice. Zwischen 1976 und 1990 bildete Manerov einen Ortsteil der Gemeinde Bohdalice-Kozlany, seit deren Auflösung gehört das Dorf wieder zu Bohdalice-Pavlovice. Im Jahre 1991 wurden in Manerov 206 Einwohner gezählt. Beim Zensus von 2001 hatte Manerov dieselbe Einwohnerzahl und bestand aus 69 Häusern. Gepfarrt ist Manerov nach Bohdalice.

## Sehenswürdigkeiten
- Kapelle der hl. Johannes und Paulus am Dorfanger, errichtet 1892
- Gasthaus „U Peitlů“, alten Überlieferungen zufolge soll das Gebäude als Sommersitz der Bochdalitzer Jesuiten errichtet und durch die Ritter von Manner zur herrschaftlichen Schenke umgebaut worden sein
- Aussichtsturm auf dem Holý kopec
- Naturdenkmal Pahorek, östlich des Dorfes
- Reste der Burg Orlov, östlich von Manerov. Die Anlage entstand wahrscheinlich in der ersten Hälfte des 9. Jahrhunderts. Vor 1200 erfolgte der Ausbau der Burg zu einem repräsentativen Sitz der Johanniterkommende Orlow. Die Burg wurde zu Beginn der Hussitenkriege zerstört.